# Kingston (Missouri)
Kingston è un comune degli Stati Uniti d'America, situato nello Stato del Missouri, nella contea di Caldwell, della quale è il capoluogo.